# Eupithecia lecerfi
Eupithecia lecerfi là một loài bướm đêm trong họ Geometridae.